# Doce de Mãe
Doce de Mãe é um telefilme e um especial de fim de ano brasileiro, produzido pela Casa de Cinema de Porto Alegre e exibido pela Rede Globo no dia 27 de dezembro de 2012, após a novela das 21h da época, Salve Jorge. Foi escrito e dirigido por Jorge Furtado e Ana Luiza Azevedo, e teve Fernanda Montenegro vivendo a protagonista Dona Picucha.
Por seu personagem, Fernanda Montenegro ganhou em 2013 o Emmy Internacional de Melhor Atriz. Em comemoração, a emissora reexibiu o telefilme na Sessão da Tarde nos dias 2 de dezembro de 2013, 6 de novembro de 2014, 8 de março de 2016 e com sua re-exibição mais recente no dia 16 de outubro de 2024, em celebração do 95º aniversário da própria protagonista do telefilme.
A atração virou série de mesmo nome, que estreou em 30 de janeiro de 2014 e ganhou no ano seguinte o Emmy Internacional de melhor comédia.

## Sinopse
O filme conta a história de Dona Picucha (Fernanda Montenegro), uma animada senhora de 85 anos que vive em Porto Alegre e sempre causa grandes confusões. A vida dela e dos seus quatro filhos, Sílvio (Marco Ricca), Elaine (Louise Cardoso), Fernando (Matheus Nachtergaele) e Susana (Mariana Lima), sofre uma reviravolta depois que Zaida (Mirna Spritzer), empregada e amiga de Dona Picucha, anuncia que vai se casar e se mudar. Nos últimos 27 anos, foi ela quem cuidou e fez companhia para Dona Picucha. Com a saída de Zaida, os filhos se perguntam: Quem vai ficar com a mãe? Essa dúvida é o ponto de partida para uma divertida e emocionante história. Cada filho tenta uma solução diferente e Dona Picucha, esperta que só, consegue se safar de todas elas!

## Elenco

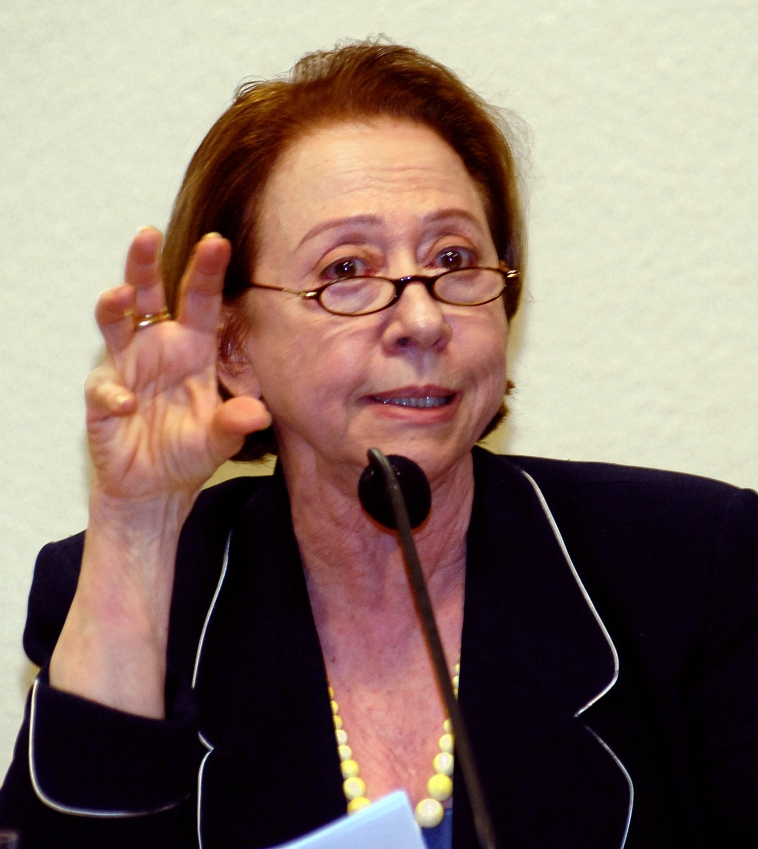
Fernanda Montenegro interpretou Dona Picucha.

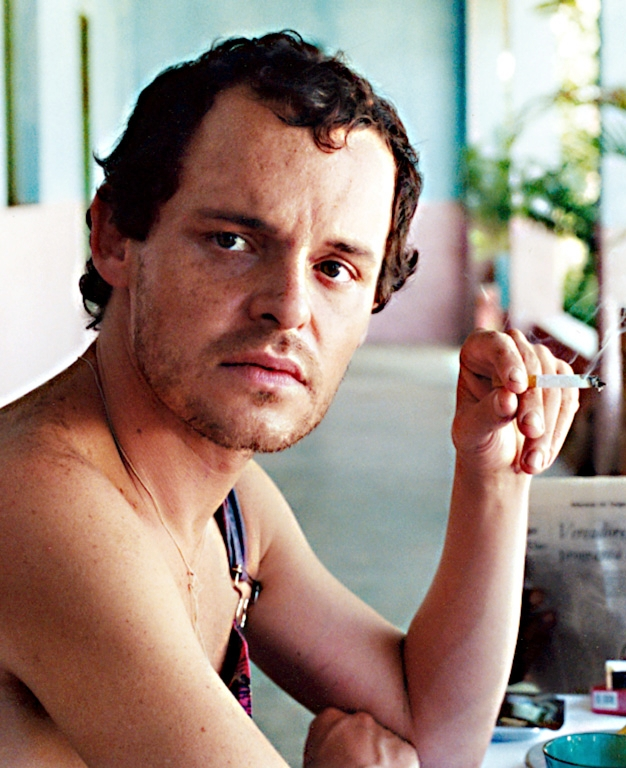
Matheus Nachtergaele interpretou Fernando.

| Ator                 | Personagem                           |
| -------------------- | ------------------------------------ |
| Fernanda Montenegro  | Dona Picucha (Maria Izabel de Souza) |
| Marco Ricca          | Silvio de Souza                      |
| Louise Cardoso       | Elaine de Souza                      |
| Matheus Nachtergaele | Fernando de Souza                    |
| Mariana Lima         | Suzana de Souza                      |
| Daniel de Oliveira   | Jesus Medeiros                       |
| Mirna Spritzer       | Zaida                                |
| Bárbara Borgga       | Lenir                                |
| Elisa Volpatto       | Carolina de Souza                    |
| Áurea Baptista       | Florinha de Souza                    |

### Elenco de Apoio
| Ator                  | Personagem                      |
| --------------------- | ------------------------------- |
| Carlos Cunha Filho    | irmão do falecido               |
| Sérgio Lulkin         | Seu Dirceu                      |
| Evandro Soldatelli    | Roberto                         |
| Janaína Kremer Motta  | mulher no hospital              |
| Patsy Cecato          | recepcionista no pronto-socorro |
| Arlete Cunha          | delegada                        |
| Ursula Collischonn    | moça do elevador                |
| Patrícia Soso         | Eva                             |
| Antônio Carlos Falcão | Antônio Roberto                 |
| Mauro Soares          | Seu Zeca                        |
| Natália Karam         | recepcionista no laboratório    |
| Charlie Severo        | chaveiro                        |
| Marcelo Herrera       | policial 1                      |
| Eduardo Mendonça      | policial 2                      |
| Marcello Naz          | seu Darcy                       |
| Leandro Lefa          | funcionário do IML              |

## Recepção

### Audiência
O filme marcou uma audiência dem 23 pontos no IBOPE em sua estreia. Em sua reprise na Sessão da Tarde, o filme alcançou 12 pontos.

### Repercussão
O filme surpreendeu o público com situações cômicas interessantes que uma idosa passa na velhice. A repercussão nas rede socias foi muito grande, todos os internautas pediram novas aventuras de Dona Picucha. O filme foi muito bem criticado pela midia alegando ser um filme inovador.
O especial rendeu o Emmy Internacional de melhor atriz em televisão a Fernanda Montenegro
Furtado define "Doce de Mãe" como uma "comédia humanista", pensando nos "valores bacanas" que o filme discute, ligados a família, amizade e camaradagem.
Segundo o jornal O Globo, J.J. Abrams, criador da série de TV Lost e diretor da próxima trilogia de Star Wars, encantou-se com a interpretação de Fernanda Montenegro, Abrams entrou em contato com a TV Globo para pedir uma cópia do episódio completo, com legendas em inglês, para que pudesse assistir ao trabalho. Segundo a TV Globo, além de elogiar a performance da atriz, o diretor e produtor disse estar interessado no formato e no roteiro da atração, assinada por Jorge Furtado e Ana Luiza Azevedo.

### Prêmios e indicações
| Ano  | Prêmio             | Categoria    | Indicado            | Resultado | Ref                         |
| ---- | ------------------ | ------------ | ------------------- | --------- | --------------------------- |
| 2013 | Emmy Internacional | Melhor Atriz | Fernanda Montenegro | Venceu    | [ 20 ] [ 21 ] [ 22 ] [ 23 ] |

### Série
O sucesso foi tão grande que o filme se tornou uma série com estreia em 30 de janeiro de 2014, seu primeiro episódio marcou 18 pontos de audiência na Grande São Paulo.